# Baby’s Party
Baby’s Party ist ein Jazzalbum von Günter Baby Sommer mit Till Brönner. Die am 5. und 6. Dezember 2017 in den Hardstudios Winterthur entstandenen Aufnahmen erschienen am 17. August 2018 auf Intakt Records.

## Hintergrund
Der Schlagzeuger Günter „Baby“ Sommer präsentierte nach den Intakt-Alben Song for Kommeno (2012) und Dedications (2013) zu seinem 75. Geburtstag eine Duo-Aufnahme mit dem Trompeter Till Brönner. Neben einer Reihe von Improvisationen spielten sie den Standard „Danny Boy“ und Duke Ellingtons „In a Sentimental Mood“.

## Titelliste
- Günter Sommer: Baby’s Party (Intakt CD 303)[1]

1. Apéro con brio 6:01
2. First Shot 3:43
3. Special Guest No.1 – Danny Boy (Frederic Weatherly) 5:52
4. Flinke Besen 4:37
5. Second Shot 3:00
6. A Soft Drink in Between 6:49
7. Inside-Outside-Trip 5:44
8. Third Shot 2:06
9. A Little Nap in Between 6:35
10. Special Guest No.2 – Der alte Spinner 6:34
11. Party Over – In a Sentimental Mood (Duke Ellington) 4:38

Wenn nicht anders vermerkt, stammen die Kompositionen von Günter „Baby“ Sommer und Till Brönner.

## Rezeption

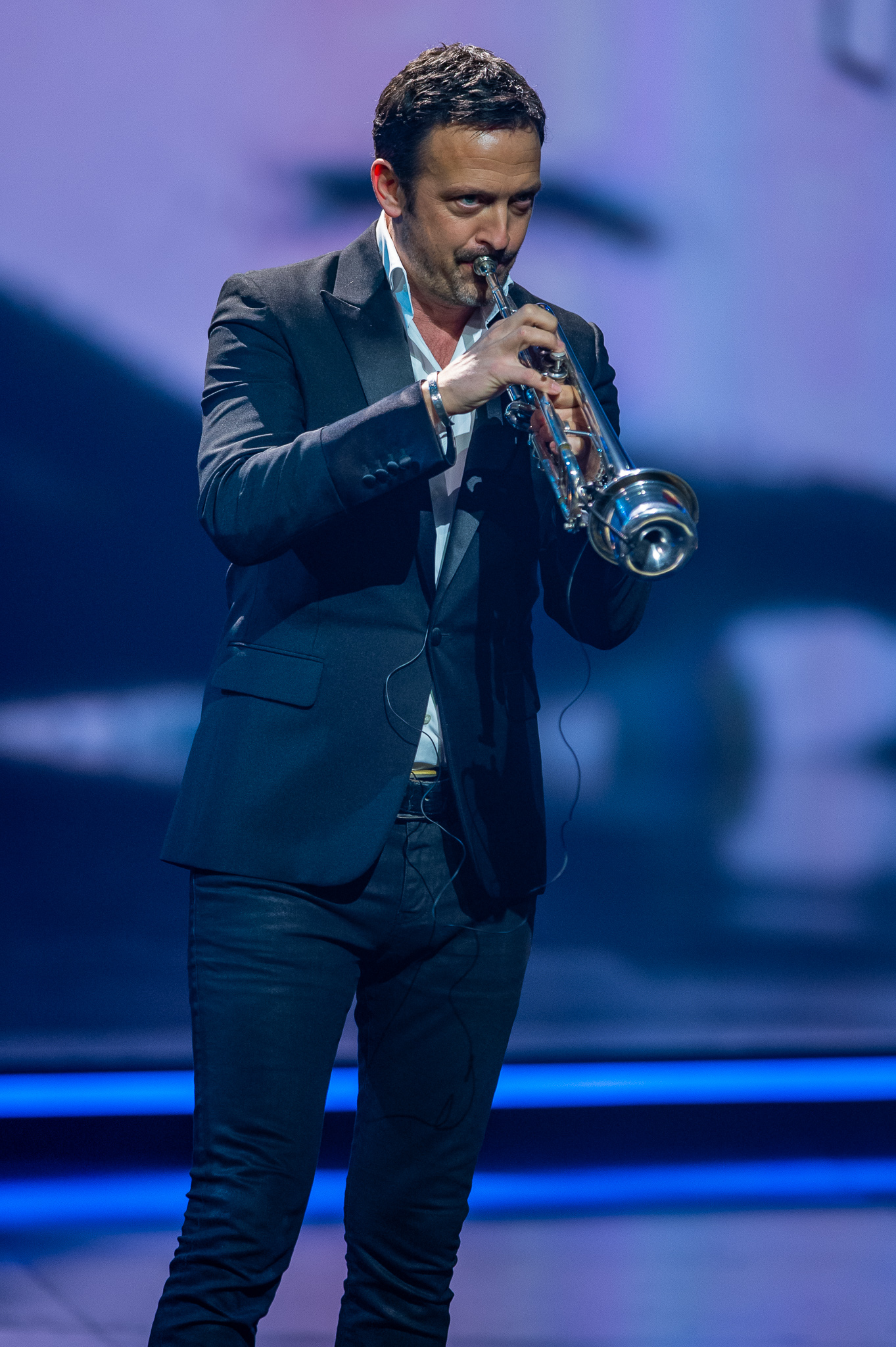
Till Brönner in der BR-Livesendung Sternstunden-Gala in der Frankenhalle Nürnberg, 2018

Die Musik dieses Duos während der fast einstündigen Session lässt sich als spontan und unbefangen beschreiben, meint Mark Corroto (All About Jazz). Andererseits habe Sommer auch viel Übung in dieser Form intimer Auftritte mit Spielern wie Wadada Leo Smith, Ulrich Gumpert, Cecil Taylor, Raymond MacDonald und Irène Schweizer. Das Duo orientiere sich dabei am Free Jazz, bevorzuge aber stets durchgehend die Melodie. Ihre Interpretationen zweier Klassiker, „Danny Boy“ und „In a Sentimental Mood“, zeigten Ehrfurcht vor den Originalen, ermöglichten es beiden Musikern jedoch, das Gefüge der Musik mit der Zeit und der Manipulation von Texturen zu dehnen. Mit Brönner habe Sommer einen Spieler als Partner, der mit der Geschichte seines Instruments von Blue Mitchell bis Jon Hassell vertraut sei.
Matt Collar verlieh dem Album in Allmusic vier Sterne und schrieb, Brönner zeige sich als äußerst begabter Solist, der dem harmonisch reichen Postbop Woody Shaws ebenso verpflichtet fühle wie der warmen Lyrik von Miles Davis. Hier kämen die Einflüsse des Trompeters auf beiden Seiten deutlich zum Ausdruck, als er zusammen mit Sommer eine Reihe vermutlich weitgehend improvisierter Stücke sowie fantasievolle Interpretationen zweier Standards spielt. Was besonders fesselnd sei, ist die entspannte und wunderbar ausgeglichene Darbietung des Duos, die in einer Minute von gefühlvoller Melodik zu atonaler Ausdruckskraft in der nächsten wechsle. Baby’s Party sei ein organischer, äußerst spannender Dialog.
Die Titel der gespielten Stücke würden von der großen Neugier, Unvoreingenommenheit und, ja, auch klanglicher Seelenverwandtschaft der zwei künden, schrieb Josef Engels in Jazz thing. Sommers tonale mehrfarbige Schlitztrommel-Grooves, rappelnde Küchenutensilien, Gongs und Schamanengesänge träfen auf Brönners glasklare, mal gestopfte, mal angeschmatzte Trompete. Die beiden würden Vorbildliches leisten: Sie zeigten, dass Verbindendes wichtiger sein sollte als Trennendes.
Dem gegenüber meinte Rolf Thomas in seiner Besprechung von Baby’s Party für Jazz thing, Brönner gelte als Deutschlands bester Trompeter, dem seine Verächter seit Jahrzehnten übel nehmen würden, dass er sich angeblich unter Wert verkaufe. Wie, um denen zu beweisen, dass er auch anders kann, pflege Brönner seit Jahren seine Freundschaft zu Baby Sommer und in der Tat klinge das hier manchmal (zum Beispiel bei „Danny Boy“), „als ob Lester Bowie auf einen frisch, fromm und frei trommelnden Gene Krupa trifft.“ Über die Langstrecke sei es dann doch leider zu vorhersehbar, was die beiden da treiben: Brönner könne alles und Sommer biete ihm elf schlichte Vorlagen, um das unter Beweis zu stellen. So funktioniere aber leider weder eine Party noch ein Musikalbum: dies seien „zwei Ego-Trips als Duo-Album“.